# Marie de l'Immaculée de la Croix
María Isabel Romero, en religion Mère Marie de l'Immaculée de la Croix, née à Madrid le 20 février 1926 et morte à Séville le 31 octobre 1998, était une religieuse espagnole, des Sœurs de la compagnie de la Croix. Supérieure générale de sa congrégation de 1977 à sa mort, elle fonda de nombreux couvents, se dévoua beaucoup aux plus nécessiteux et fut un exemple de sainteté pour ses religieuses. Elle est vénérée comme sainte par l'Église catholique et fêtée le 31 octobre. 

## Biographie

### Jeunesse
Maria Isabel Salvat Romero, de son nom civil, naît le 20 février 1926 à Madrid, au sein d'une famille distinguée. Elle est baptisée dans l'église de la Conception de la rue Goya. Elle fait ses études primaires et supérieures au collège des Mères Irlandaises de la rue Velázquez de Madrid, où elle reçoit la première communion à l'âge de six ans. 
L'adolescence de Maria Isabel se dépense dans un important environnement culturel et religieux. Elle est une jeune fille élégante, d'un niveau social supérieur. Bien que peu bavarde, elle est très attrayante et a beaucoup d'amis. Avec quelques compagnes, elle préfère délaisser les réceptions mondaines pour visiter des couvents et participer à des œuvres de charité. En 1942 eut lieu sa première rencontre avec les sœurs de la compagnie de la Croix, fondée par sainte Angela de la Cruz. Cette congrégation a pour but de servir les pauvres, les malades et les orphelins. Cette expérience la bouleverse. Contre l'avis de son père et, affrontant certaines critiques de son milieu, Maria Isabel décide de se faire religieuse dans cette congrégation, où elle a trouvé son idéal de vie spirituelle. 

### Vie religieuse
Le 8 décembre 1944, âgée de 18 ans, elle fait son entrée comme postulante dans la Compagnie de la Croix, à Séville. Le 9 décembre 1952, elle prononce ses vœux perpétuels, et prend le nom de sœur Marie de l'Immaculée de la Croix. Tout au long de son noviciat, elle se distingue de ses autres compagnes par son observation sans failles des règles de l'Institut, par son goût pour la prière et par l'exigence qu'elle se donne de vivre le charisme de la fondatrice, sainte Angela de la Cruz. 
Remarquée par ses supérieurs, elle est rapidement nommée supérieure du couvent de Villanueva del Río y Minas. Elle sera dans le même temps directrice de nombreuses écoles de sa congrégation. Reconnue pour sa bonne pédagogie avec les enfants et pour l'exemplarité de sa vie religieuse, sœur Marie de l'Immaculée de la Croix gravit rapidement l'ordre hiérarchique de l'Institut. Elle devient maîtresse des novices puis provinciale de la Compagnie en Espagne. Le 11 février 1977, elle est élue supérieure générale de la Compagnie de la Croix, un poste qu'elle occupera pendant vingt-deux ans. Elle sera réélue à l'unanimité en 1983, en 1989 et en 1995. 
Austère et pauvre avec elle-même, elle encourageait ses religieuses à toujours subvenir aux besoins des autres avant les leurs. Les pauvres et les malades occupèrent une place spéciale chez Mère Marie de l'Immaculée de la Croix. Chaque matin, elle allait à leur rencontre : elle les lavait, leur faisait à manger et lavait leurs vêtements. Fidèle dans son travail et dans les tâches les plus ingrates, elle laissa pour les religieuses de sa Compagnie un véritable exemple de vie religieuse. Outre une intense vie de prière, elle s'adonna à la fondation de nombreux couvents et de nombreuses écoles. Mère Marie de l'Immaculée et de la Croix est morte avec une grande réputation de sainteté le 31 octobre 1998 à Séville. Elle est enterrée dans la crypte de la Maison-Mère de la Compagnie de la Croix à Séville.

## Béatification et canonisation

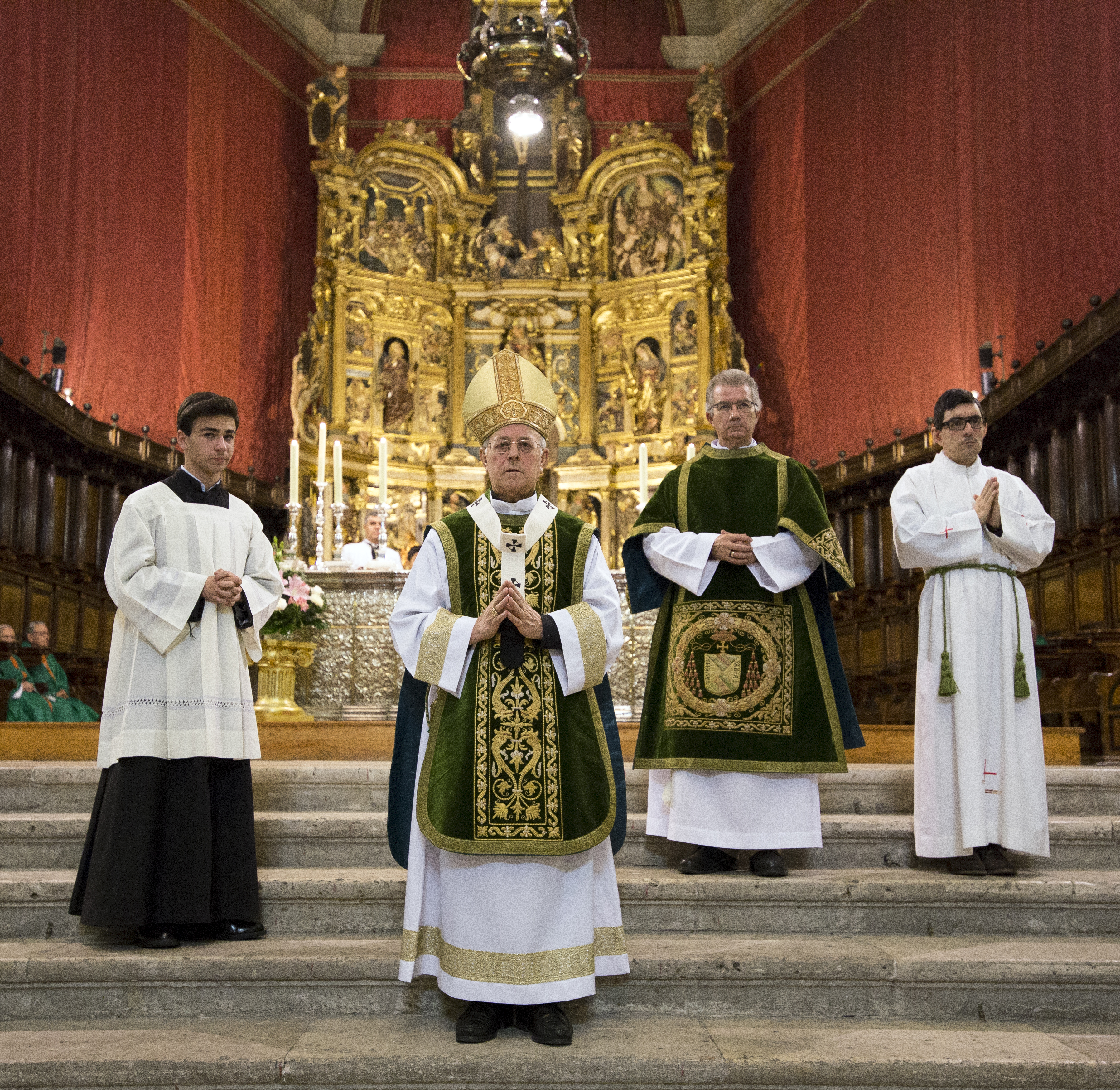
Messe d'action de grâce pour la canonisation.

La cause pour sa béatification et canonisation débute en 2004 dans le diocèse de Séville. Après la phase diocésaine, la cause est transmise à Rome pour y être étudiée par la Congrégation pour les causes des saints.
Le 17 janvier 2009, le pape Benoît XVI reconnaît l'héroïcité de ses vertus et la déclare vénérable. 
À la suite de la reconnaissance par le Saint-Siège d'un miracle dû à son intercession, Mère Marie de l'Immaculée de la Croix est béatifiée le 18 septembre 2010 par le cardinal Angelo Amato à Séville, représentant Benoît XVI.
Après la signature du décret de canonisation en mai 2015, à la suite de la reconnaissance d'un second miracle, le pape François procède à la cérémonie de canonisation, le 18 octobre 2015, place Saint-Pierre, à l'occasion du Synode sur la famille.

## Fête
Sa mémoire liturgique est célébrée le 31 octobre, le jour de sa mort (Dies natalis).